# Orzeł molucki
Orzeł molucki (Aquila gurneyi) – gatunek dużego ptaka drapieżnego z rodziny jastrzębiowatych (Accipitridae). Występuje na Nowej Gwinei i Molukach. Nie wyróżnia się podgatunków.
MorfologiaUpierzenie ciemnobrązowe i czarne. Długość ciała ok. 74–86 cm, rozpiętość skrzydeł ok. 1,7–1,9 m. Samice większe od samców.
ŚrodowiskoJest to gatunek nieliczny, ale szeroko rozpowszechniony w różnych siedliskach leśnych, przeważnie do 1000 m n.p.m. (maksymalnie do 1500 m n.p.m.), chociaż wydaje się, że preferuje lasy pierwotne.
ZachowanieŻywi się nadrzewnymi ssakami i prawdopodobnie dużymi jaszczurkami. Brak informacji o rozrodzie.
StatusMiędzynarodowa Unia Ochrony Przyrody (IUCN) uznaje orła moluckiego za gatunek bliski zagrożenia (NT – near threatened) nieprzerwanie od 1994 roku. Trend liczebności populacji uznaje się za spadkowy. Głównym zagrożeniem dla gatunku jest utrata i degradacja siedlisk.